# Storia della fabbricazione delle candele
La storia della fabbricazione delle candele si sviluppò attraverso i secoli in modo indipendente in vari luoghi.

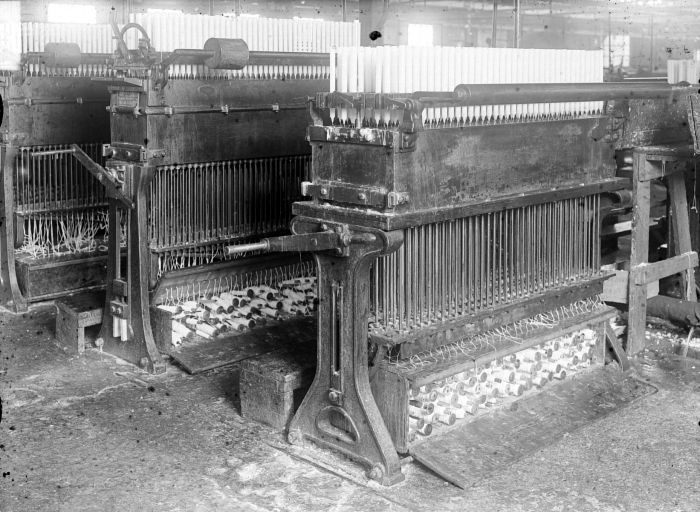
Macchina per la modellatura delle candele in Indonesia, circa 1920

Delle candele furono fabbricate dai Romani a partire dal 500 a.C. circa. Erano vere candele immerse e fatte di sego. Le prove di candele fatte di grasso di balena in Cina risalgono alla dinastia Qin (221–206 a.C.). In India, la cera ricavata dalla bollitura del cinnamomo era usata per le candele dei templi.
In parti dell'Europa, del Medio Oriente e dell'Africa, dove era prontamente disponibile l'olio delle lampade ricavato dalle olive, la fabbricazione delle candele rimase sconosciuta fino all'inizio del Medioevo. Nei tempi antichi le candele erano fatte in primo luogo con sego e cera d'api, ma nei secoli recenti sono state fatte con lo spermaceti, con grassi animali purificati (stearina) e con la paraffina.

## Antichità
I Romani cominciarono a fabbricare vere candele immerse di sego, intorno al 500 a.C. Sebbene le lampade ad olio fossero la fonte di illuminazione nell'Italia romana, le candele erano comuni e offerte comunemente come doni durante i Saturnalia.
Qin Shi Huang (259–210 a.C.) fu il primo imperatore della dinastia cinese Qin (221–206 a.C.). Il suo mausoleo, che fu riscoperto negli anni 1990, 22 miglia a est di Xi'an, conteneva candele fatte di grasso di balena. La parola zhú 燭 in cinese significava originariamente "torcia" e potrebbe essere giunta gradualmente a definire una candela durante il periodo degli Stati Combattenti (403–221 a.C.); alcuni oggetti di bronzo di quell'era portati alla luce mostrano una punta di candelabro che si pensa tenesse una candela.
Il dizionario Jizhupian della dinastia Han (202 a.C. – 220 d.C.), del 40 a.C. circa, accenna a candele che venivano fatte con cera d'api, mentre il Libro dei Jin (compilato nel 648), che copre la dinastia Jìn (265–420), fa un solido riferimento alla candela di cera d'api riguardo al suo uso da parte dello statista Zhou Yi (m. 322). Una ciotola di terracotta del IV secolo d.C. portata alla luce, ubicata nel Museo di Luoyang, ha un incavo vuoto dove furono trovate tracce di cera. Generalmente queste candele cinesi era modellate in tubi di carta, usando carta di riso per lo stoppino, e cera di un insetto locale che era combinata con dei semi. Entro il XVIII secolo, le nuove candele cinesi avevano dei pesi inseriti ai lati - quando la candela si scioglieva, i pesi cadevano e facevano rumore mentre atterravano in una ciotola. Le candele giapponesi erano fatte di cera estratta dalle noci degli alberi.
La cera ricavata dalla bollitura del cinnamomo era usata per le candele dei templi in India. Il burro di yak si usava per le candele in Tibet.
C'è un pesce chiamato eulachon o "pesce candela", un tipo di osmeride che si trova dall'Oregon all'Alaska. Durante il I secolo d.C., i nativi americani di questa regione usavano l'olio ricavato da questo pesce per l'illuminazione. Una semplice candela poteva essere fabbricata mettendo il pesce essiccato su un bastone a forcella e poi accendendolo.

## Medioevo

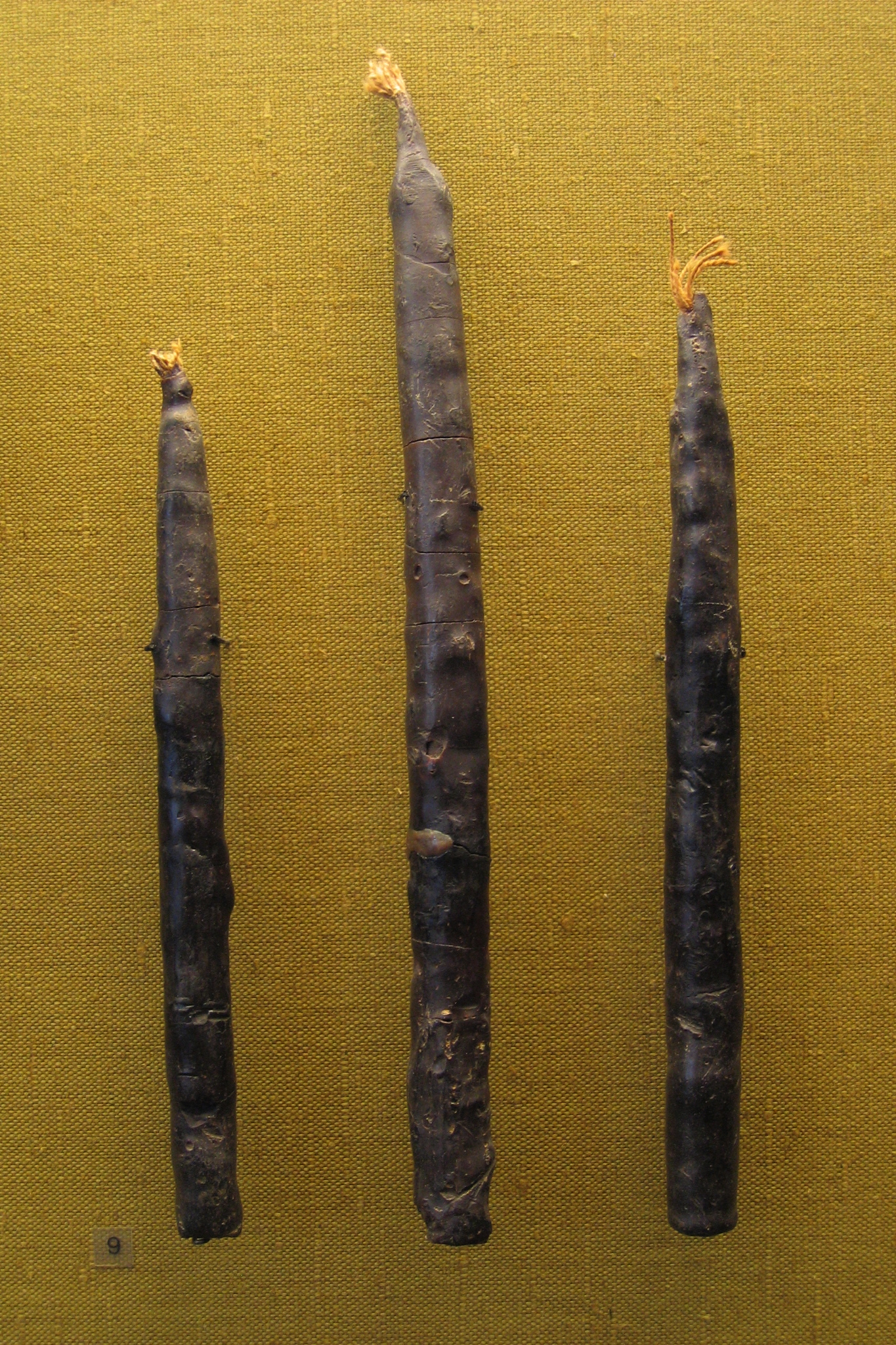
Le più antiche candele di cera d'api sopravvissute a nord delle Alpi provenienti dal cimitero alemanno di Oberflacht (Germania) risalente al VI/VII secolo d.C.

Dopo il crollo dell'impero romano, le perturbazioni del commercio resero l'olio d'oliva, il più comune combustibile per le lampade a olio, indisponibile in gran parte d'Europa. Di conseguenza, le candele divennero molto più ampiamente usate. Al contrario, in Nord Africa e in Medio Oriente, la fabbricazione delle candele rimase relativamente sconosciuta a causa della disponibilità di olio d'oliva.
Le candele erano comuni in tutta Europa nel Medioevo. I fabbricanti di candele (noti come candelai) fabbricavano le candele dai grassi avanzati in cucina o vendevano le proprie candele da dentro i loro negozi. Nei paesi di lingua inglese il mestiere del candelaio è attestato anche dal nome più pittoresco di smeremongere ("venditore di grasso"), perché sovrintendeva alla fabbricazione di salse, aceto, sapone e formaggio. La popolarità delle candele è dimostrata dal loro uso nella Candelora e nelle festività di Santa Lucia.
Il sego, il grasso proveniente dalle mucche o dalle pecore, diventò il materiale tipo usato per le candele in Europa. L'odore sgradevole delle candele di sego è dovuto alla glicerina che contengono. L'odore del processo di fabbricazione era così sgradevole che era bandito con ordinanza in parecchie città europee. Si scoprì poi che la cera d'api era un'eccellente sostanza per la produzione di candele senza l'inconveniente dell'odore sgradevole, ma il suo uso rimase limitato ai ricchi, alle chiese e agli eventi reali, a causa del suo costo elevato.
In Inghilterra e in Francia, la fabbricazione di candele era diventata un'arte delle corporazioni verso il XIII secolo. La Tallow Chandlers Company ("Compagnia dei candelai di sego") di Londra fu formata verso il 1300 a Londra, e nel 1456 le fu concesso uno stemma. La Wax Chandlers Company ("Compagnia dei candelai di cera"), risalente al 1330 circa, acquisì la sua patente nel 1484. Verso il 1415, le candele erano usate nell'illuminazione stradale. Il primo stampo per candele apparve nel XV secolo a Parigi.

## Era moderna

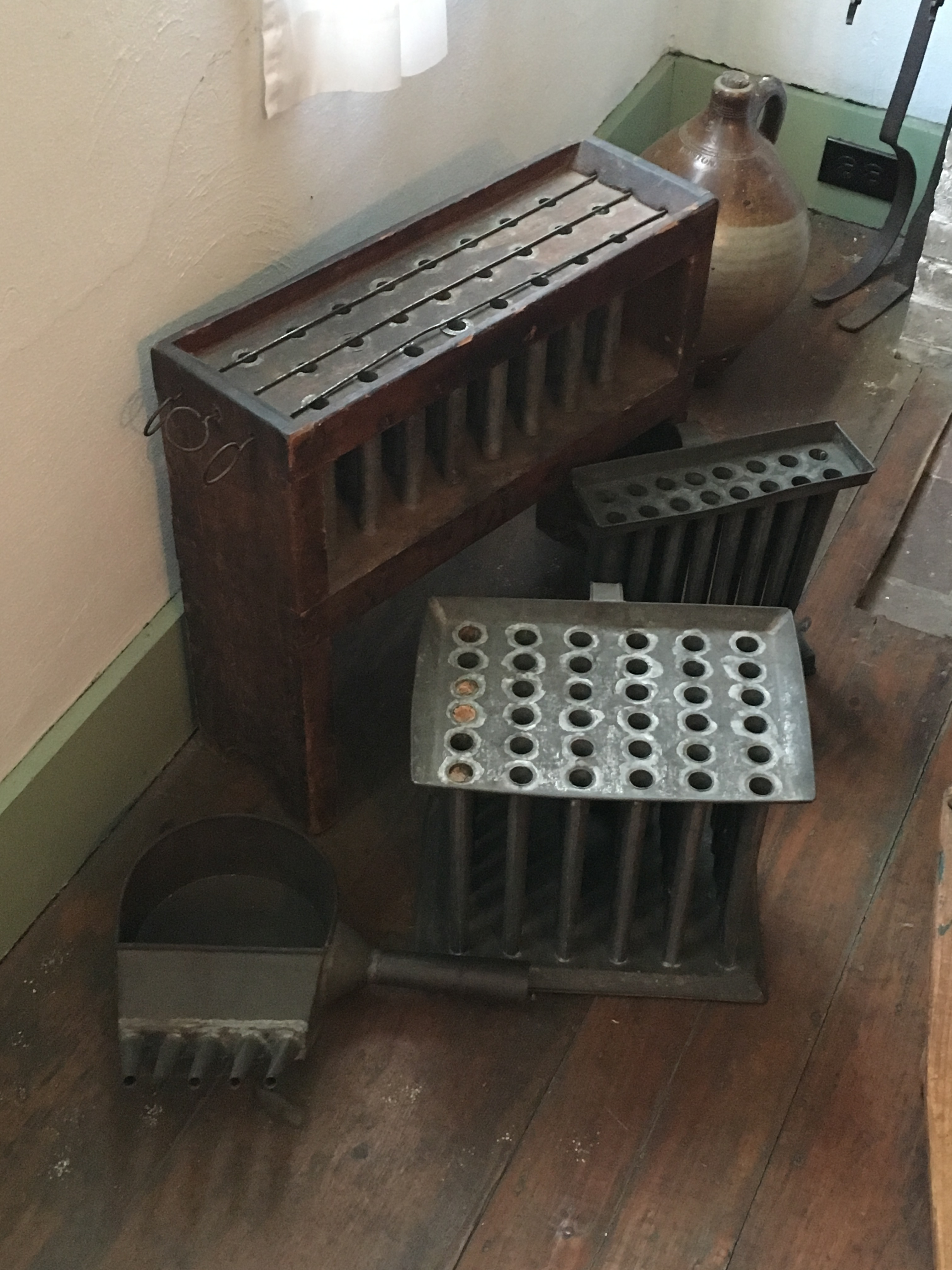
Stampi per candele affusolate in stile "coloniale"

Con la crescita dell'industria baleniera nel XVIII secolo, lo spermaceti, un olio che proviene da una cavità nella testa del capodoglio, diventò una sostanza largamente usata per la fabbricazione delle candele. Lo spermaceti si otteneva cristallizzando l'olio del capodoglio e fu la prima sostanza per candele a diventare disponibile in quantità massive. Come la cera d'api, la cera di spermaceti non creava un odore ripugnante quando bruciava, e produceva una luce notevolmente più forte. Era anche più dura sia del sego che della cera d'api, così non si ammorbidiva o si piegava nel calore estivo. Le prime "candele tipo" erano fatte con la cera di spermaceti.
Verso il 1800, fu scoperta un'alternativa ancora più economica. L'olio di colza, derivato dalla colza (Brassica napus), e un olio simile derivato dalla rapa (Brassica rapa), davano candele che producevano fiamme chiare, senza fumo. I chimici francesi Michel Eugène Chevreul (1786–1889) e Joseph-Louis Gay-Lussac (1778–1850) brevettarono la stearina nel 1825. Come il sego, questa era derivata dagli animali, ma non conteneva glicerina.

### Industrializzazione
La produzione di candele divenne un mercato di massa industrializzato nella metà del XIX secolo. Nel 1834, Joseph Morgan, un peltraio di Manchester, Inghilterra, brevettò una macchina che rivoluzionò la fabbricazione delle candele. Essa consentiva la produzione continua di candele in stampi usando un cilindro con un pistone mobile per espellere le candele mentre si solidificavano. Questa produzione meccanizzata più efficiente produsse circa 1.500 candele l'ora (secondo il suo brevetto "... con tre uomini e cinque ragazzi [la macchina] produrrà due tonnellate di candele in dodici"). Questo consentì alle candele di diventare una merce facilmente disponibile per le masse.

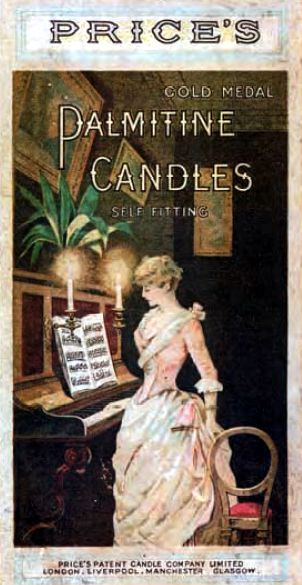
La Price's Candles diventò il più grande fabbricante di candele del mondo alla fine del XIX secolo

In questo periodo, i fabbricanti di candele cominciarono anche a confezionare stoppini da fili di cotone strettamente intrecciati (piuttosto che semplicemente ritorti). Questa tecnica fa arricciare gli stoppini mentre bruciano, mantenendo l'altezza dello stoppino e perciò la fiamma. Poiché gran parte dello stoppino in eccesso è incenerito, questi stoppini sono detti "autosmoccolanti" o "autoconsumanti".
Nella metà degli anni 1850, James Young riuscì a distillare la paraffina dal carbone e dagli scisti bituminosi presso Bathgate nel Lothian Occidentale e sviluppò un metodo di produzione commercialmente praticabile. La paraffina era trattata distillando il residuo lasciato dopo la raffinazione del petrolio greggio. 
La paraffina poteva essere usata per fare candele poco costose di alta qualità. È una cera bianco-bluastra, bruciava nettamente e non lasciava odori sgradevoli, diversamente dalle candele di sego. Un inconveniente della sostanza era che le prime paraffine derivate dal carbone e dal petrolio avevano un punto di fusione molto basso. L'introduzione della stearina, scoperta da Michel Eugène Chevreul, risolse questo problema. La stearina è dura e resistente, con un intervallo di fusione conveniente di 54–72,5 °C. Verso la fine del XIX secolo, la maggior parte delle candele che erano fabbricate consistevano di paraffina e acido stearico.
Verso la fine del XIX secolo, la Price's Candles, con sede a Londra, era il maggiore produttore di candele del mondo. La società faceva risalire le sue origini al 1829, quando William Wilson investì in 1.000 acri (4 km²) di piantagione di cocco nello Sri Lanka. Il suo obiettivo era fare candele dall'olio di cocco. In seguito tentò l'olio di palma dalle palme. Una scoperta casuale spazzò via tutte le sue ambizioni quando suo figlio George Wilson, un talentuoso chimico, distillò il primo olio di petrolio nel 1854. George fece anche da pioniere per l'implementazione della tecnica della distillazione dal vapore, e fu così in grado di produrre candele da un'ampia gamma di materie prime, inclusi il grasso della pelle, il grasso delle ossa, l'olio di pesce e i lubrificanti industriali.
In America, Syracuse (New York) si sviluppò in un centro globale per la produzione delle candele dalla metà del XIX secolo. Tra i principali produttori sono da ricordare Will & Baumer, Mack Miller, Muench Kruezer e Cathedral Candle Company.

### Declino dell'industria delle candele

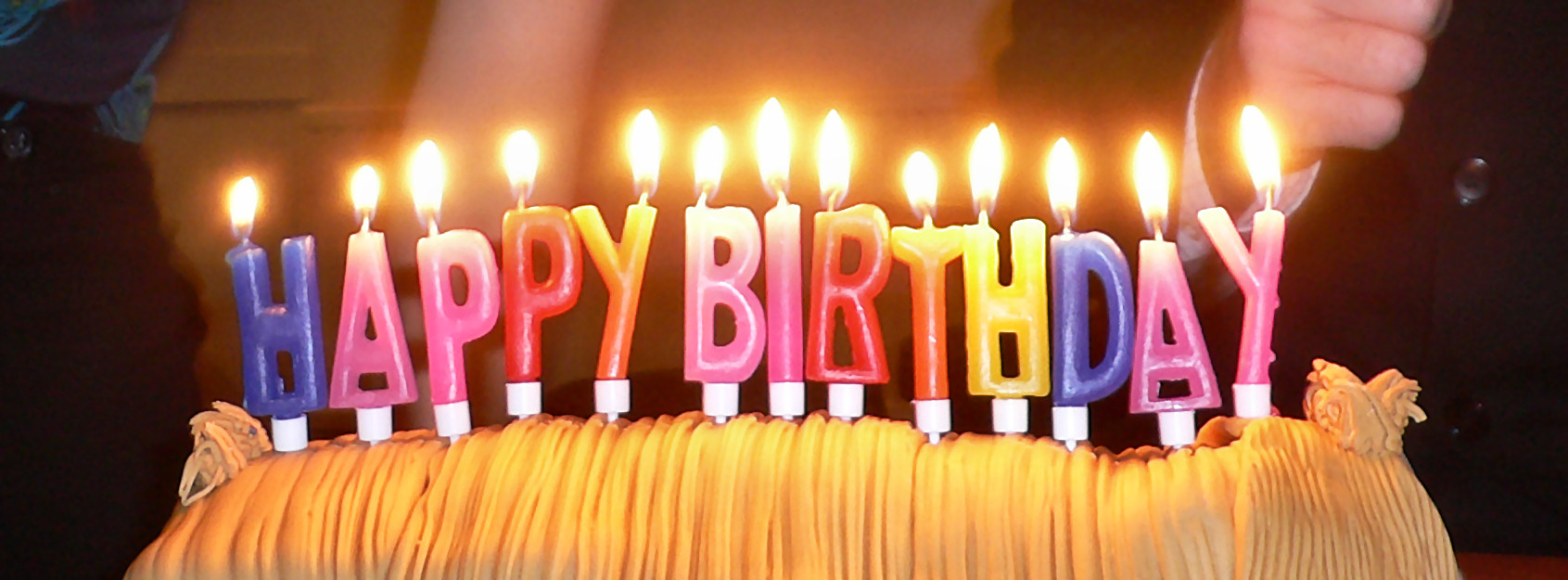
Le candele qui sono usate per festeggiare un compleanno

Malgrado i progressi nella fabbricazione, l'industria delle candele declinò rapidamente all'atto dell'introduzione di metodi di illuminazione superiori, incluse le lampade a cherosene e l'invenzione della lampada a incandescenza.
Da questo punto in poi, le candele finirono per essere commercializzate più come un elemento decorativo. Le candele diventarono disponibili in un vasto assortimento di dimensioni, forme e colori, e l'interesse dei consumatori per le candele profumate cominciò a crescere. Durante gli anni 1990, furono sviluppati nuovi tipi di cere per candele a causa di una domanda insolitamente alta per le candele stesse. La paraffina, un sottoprodotto dell'olio, fu rapidamente sostituita da nuove cere e da nuove miscele di cera a causa dei costi crescenti.
I produttori di candele guardavano a cere come gli oli di semi di soia, di palma e di lino, spesso miscelandoli con la paraffina nella speranza di ottenere il rendimento di quest'ultima con i benefici di prezzo delle altre cere. La creazione di miscele di cera uniche, che ora richiedevano diverse chimiche e carichi di fragranze, misero pressione sull'industria che produceva gli stoppini delle candele per un'innovazione in grado di mettere d'accordo le esigenze di rendimento con le nuove formulazioni, spesso più resistenti alla combustione.

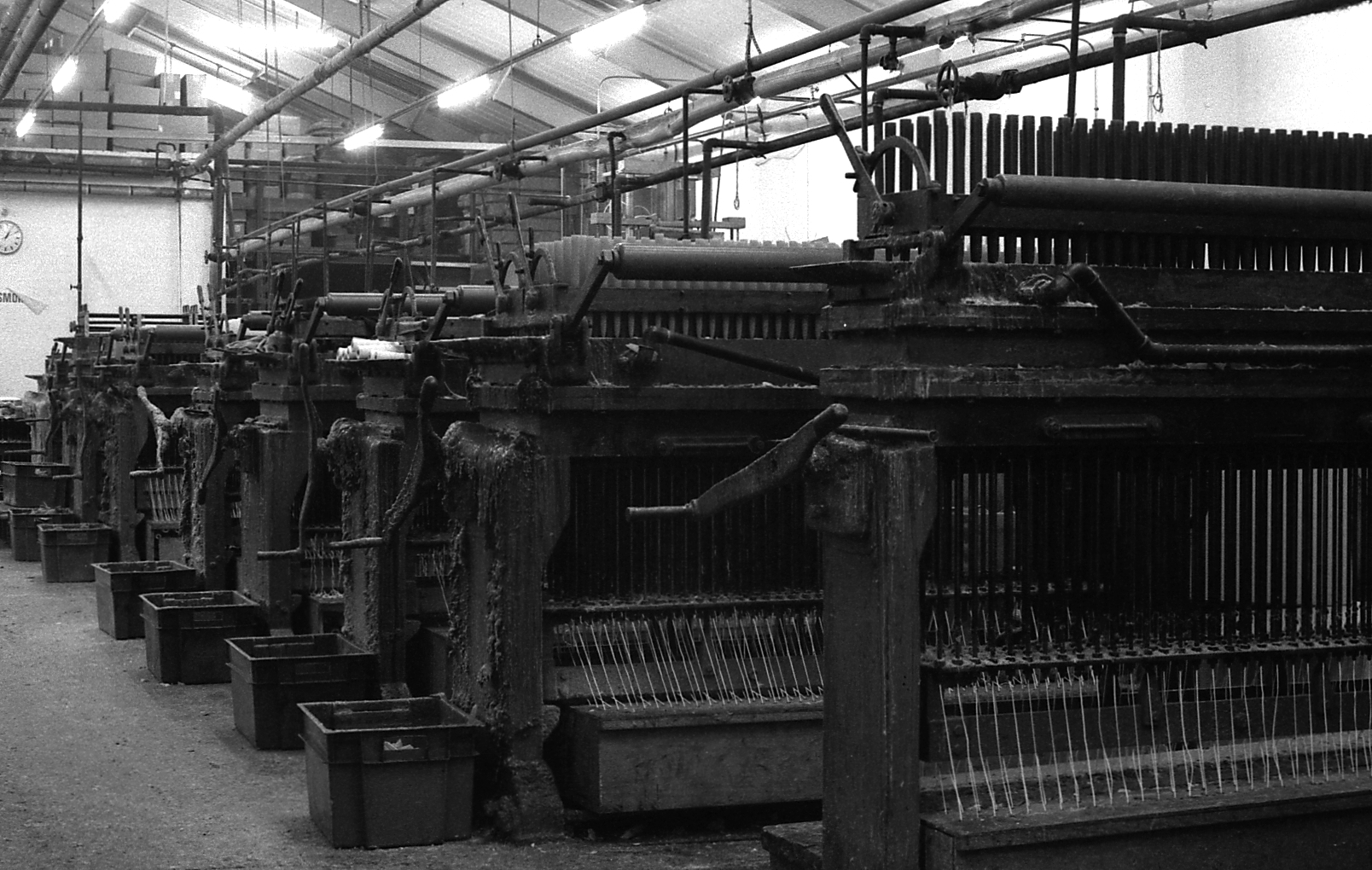
Macchine per la fabbricazione delle candele, azionate a mano e raffreddate ad acqua
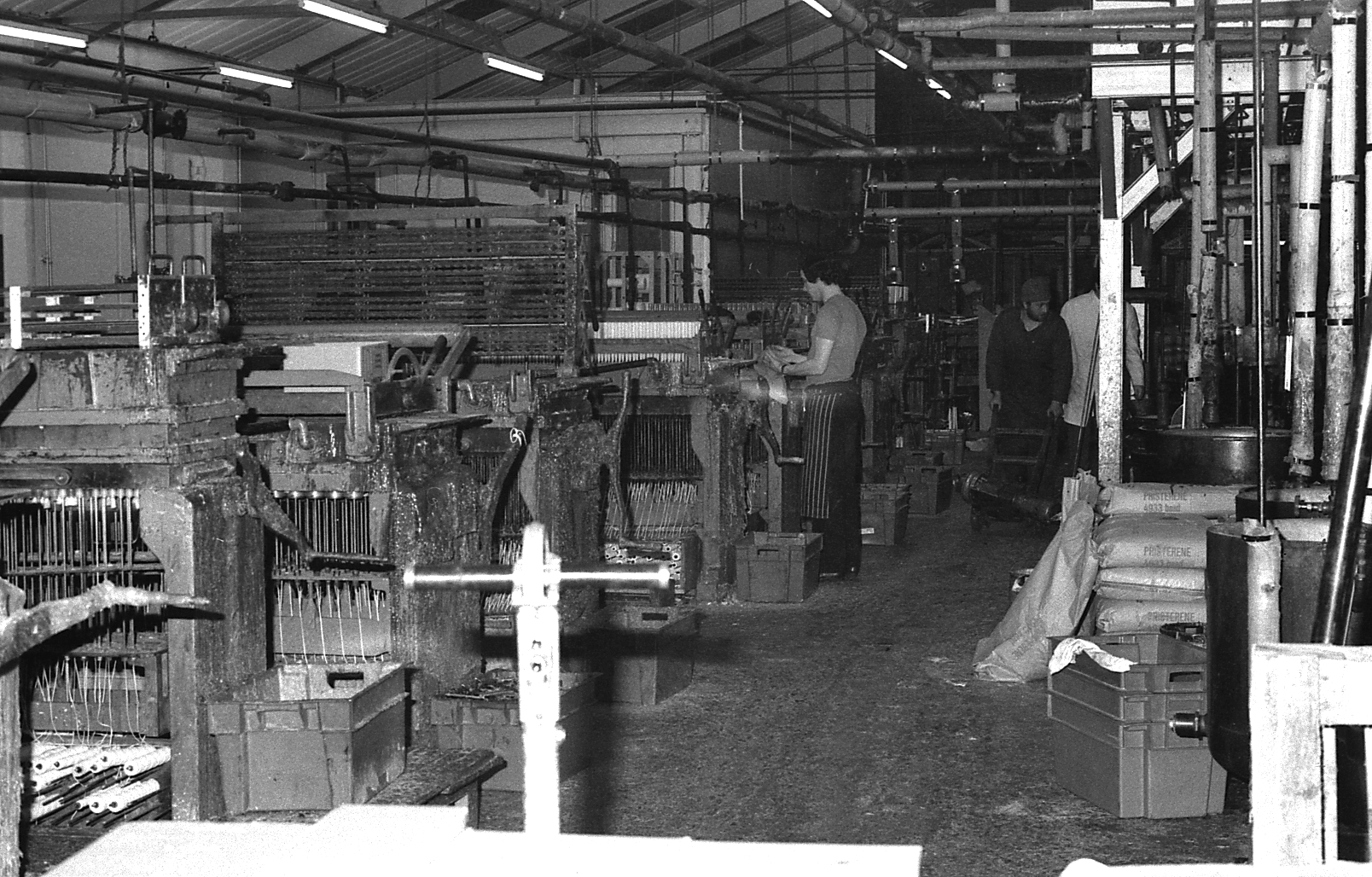
Laboratorio di una fabbrica di candele
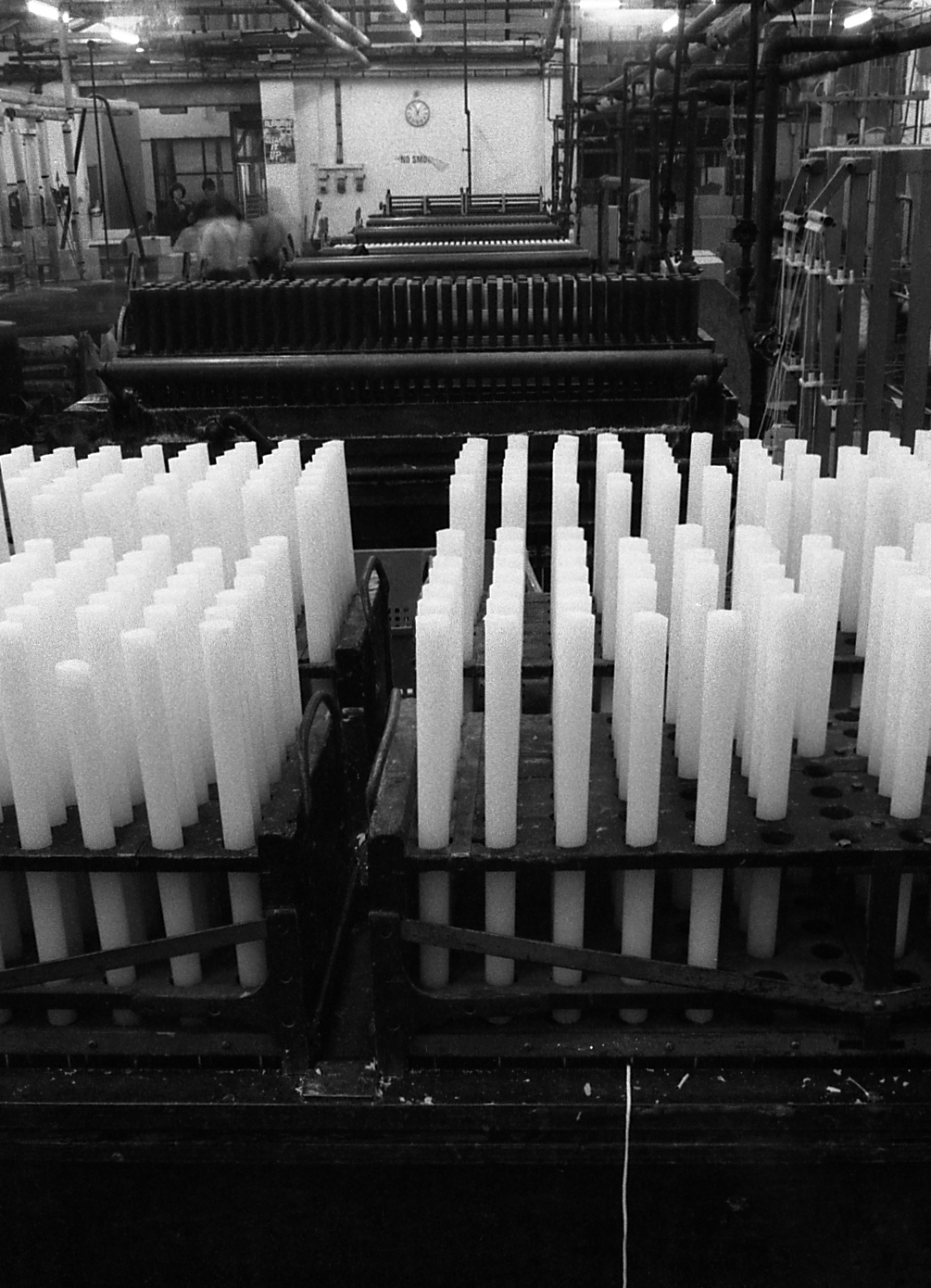
Candele da 30 cm escono da una macchina azionata a mano
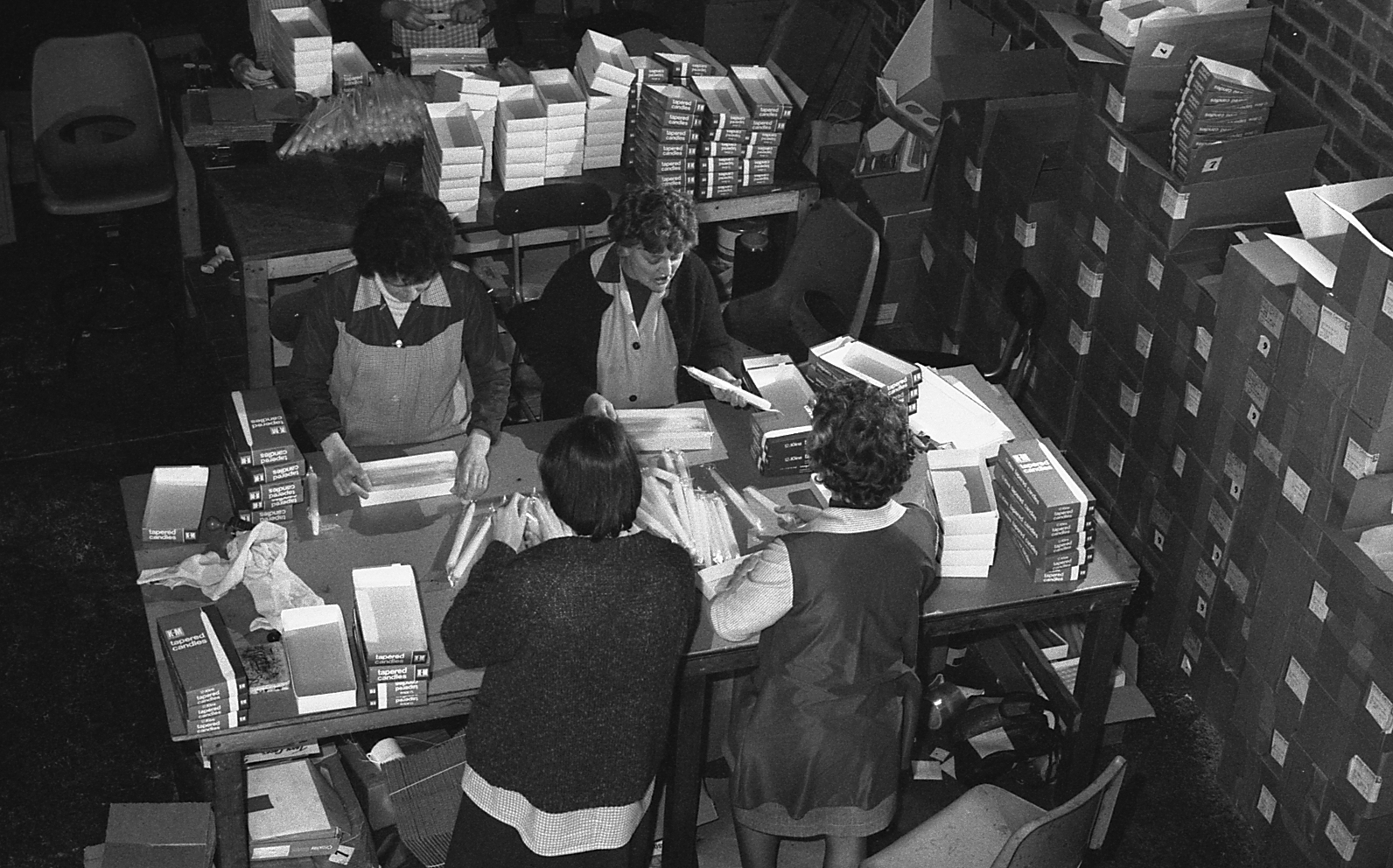
Operai impacchettano le candele nelle scatole